# Donja Lomnica (Velika Gorica)
 Donja Lomnica  falu Horvátországban Zágráb megyében. Közigazgatásilag Velika Goricához tartozik.

## Fekvése
Zágráb központjától 11 km-re délre, községközpontjától 48 km-re nyugatra, a Túrmező síkságán, a Száva–Odra-csatorna és az A11-es autópálya között fekszik. 

## Története
A település területén már a római korban is éltek emberek. Ezt bizonyítja az itt feltárt 2. századi római sír és a római út maradtványai is.
A középkorban Donja Lomnica lakói kezdetben a zágrábi várispánsághoz tartozó szerviensek voltak.
1225-ben IV. Béla még szlavón hercegként a zágrábi várhoz tartozó egyes jobbágyokat nemesi rangra emelt, akik mentesültek a várispánok joghatósága alól és a zágrábi mező (Campi Zagrabiensis) nemeseinek közössége, azaz saját maguk által választott saját joghatóság (comes terrestris) alá kerültek. Az így megalakított Túrmezei Nemesi Kerülethez tartozott Donja Lomnica is. Ezen belül közigazgatásilag a Polje (Campus) járásának egyik judikátusi székhelye volt. 
A település nemeseit 1279-ben említik először, ekkor név szerint is felsorolják őket. Eszerint ekkor a falut Opor fiai Pavao és Daslav, Vid fiai Pavao, Blaž és Marko, Vukonja fia Stjepan, valamint az itteni illetőségű Radovan fia Tvtko, Petr fia Veliša, Deš fia Izak, Raduč fia Toljaš, Vukoslav fia Jakob, Prvoš fia Čur, Nezd fia Obrad, Supislav fia Vukša és Martin fia Vahčić lakták. Még ez évben Opor fia Pavao eladta Kostanjeveci birtokát Vid fia Pavaonak és Vukonja fia Stjepannak, melyet a zágrábi káptalan kancelláriája által kiadott és máig fennmaradt oklevél is igazol.
A falu és környéke a 16. századtól sokat szenvedett a gyakori török támadások miatt. Amikor 1592-ben Hasszán boszniai pasa végigpusztította a Túrmezőt és mintegy 35 000 lakost hurcolt rabságba számos ősi túrmezei család pusztult ki és nem maradt egyetlen ép falu sem. A török veszély megszűnése annak a nagy győzelemnek köszönhető, melyet a horvát sereg 1593. június 22-én Sziszeknél aratott a török felett. A falunak régen fakápolnája volt, helyette 1778-ban építették fel az új templomot, melyet a Háromkirályok tiszteletére szenteltek. Iskoláját 1788-ban alapították, az iskola új épülete 1903-ban épült fel, 1910-ben bővítették. Az emeleten a tantermek, a földszinten a pedagógusi lakások voltak. Ma a településen négyosztályos iskola működik. 
A túrmezei kerület megszüntetése után a falut is a Zágráb vármegyéhez csatolták. 1857-ben 673, 1910-ben 1051 lakosa volt. Trianon előtt Zágráb vármegye Nagygoricai járásához tartozott. Donja Lomnica plébániáját 1976-ban alapították a velika goricai plébánia egy részéből, első plébánosát 1977-ben nevezték ki. Ekkor a plébániatemplom elég rossz állapotban volt, azonban 1979-ben sikerült megújítani. 
2001-ben a falunak 1665 lakosa volt.

## Lakosság

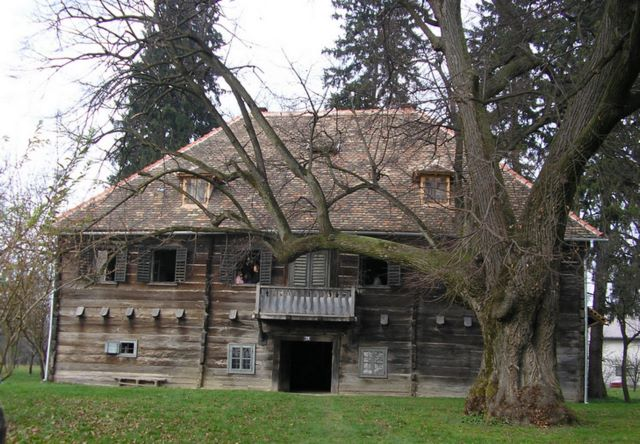
A Modić-Bedeković kúria

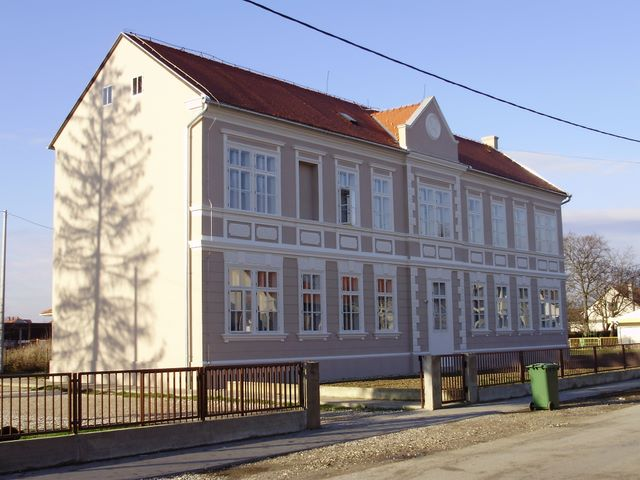
Az iskola épülete

| Lakosság változása | Lakosság változása | Lakosság változása | Lakosság változása | Lakosság változása | Lakosság változása | Lakosság változása | Lakosság változása | Lakosság változása | Lakosság változása | Lakosság változása | Lakosság változása | Lakosság változása | Lakosság változása | Lakosság változása |
| ------------------ | ------------------ | ------------------ | ------------------ | ------------------ | ------------------ | ------------------ | ------------------ | ------------------ | ------------------ | ------------------ | ------------------ | ------------------ | ------------------ | ------------------ |
| 1857               | 1869               | 1880               | 1890               | 1900               | 1910               | 1921               | 1931               | 1948               | 1953               | 1961               | 1971               | 1981               | 1991               | 2001               |
| 673                | 753                | 750                | 892                | 959                | 1051               | 1031               | 1103               | 1194               | 1243               | 1273               | 1264               | 1387               | 1462               | 1665               |

## Nevezetességei
- A Háromkirályok tiszteletére szentelt plébániatemploma[3] 1778-ban épült barokk stílusban. Elődje több túrmezei településhez hasonlóan fakápolna volt. A templomot 1976-ban plébániatemplom rangjára emelték, 1979-ben megújították. A belső tér csehboltozatos, eredeti berendezése nagyrészt fennmaradt.
- A Modić-Bedeković kúria[4] 1806-ban épült. Melléképületeivel együtt a falun keresztül vezető út mentén található, az épületegyüttest egy facsoport veszi körül. A kúria tölgyfa deszkából épített téglalap alakú, egyemeletes épület, amelyet felül magas kontytető zár. A földszinti tér kialakítása egy központi folyosóból áll, két lépcsővel, két kisegítő helyiséggel. Az emeleten a szobák szimmetrikusan vannak elrendezve úgy, hogy a nagyobb központi szoba oldalain négy kisebb szoba található. A kúria teljesen megmaradt eredeti formájában, beleértve a fafaragványokat és a berendezés egy részét is. Értékes példája a túrmezei autochton jellegű fa kúriáknak.
- A Lourdesi Szűzanya tiszteletére szentelt kápolnát 1925-ben építették.
- Az általános iskola épülete[5] 1900-ban épült, a falu egyik fő utcája mentén. Szabadon álló egyemeletes ház, téglalap alaprajzzal. Az elrendezés egyszerű és a célnak megfelelően kialakított. az épületet két részre osztó, keresztirányban elhelyezett előtérrel rendelkezik, és a mindkét oldalon található termek az utcára és az udvarra néznek. A főhomlokzatot a 19. és 20. század fordulójának egyszerűsített késői historizmusának formái hangsúlyozzák.
- Az 1935-ben épített Bedeković-villa[6]  egy nagyobb faház, amely a falu főútja és a Modić-Bedeković kúria között található. Egy hosszú telken, az úttól beljebb a hagyományos népi építészet jegyében épült, amely a deszkahasználatban és az illesztések módjában is megmutatkozik, de a homlokzat díszítésében felismerhetők romantikus historikus építészet elemei is. Az építtető és tulajdonos, Dr. Janko Bedeković, az államigazgatás jelentős személye volt, rokon a nemes Modić-Bedeković családdal.